# الأكليل الأوكراني

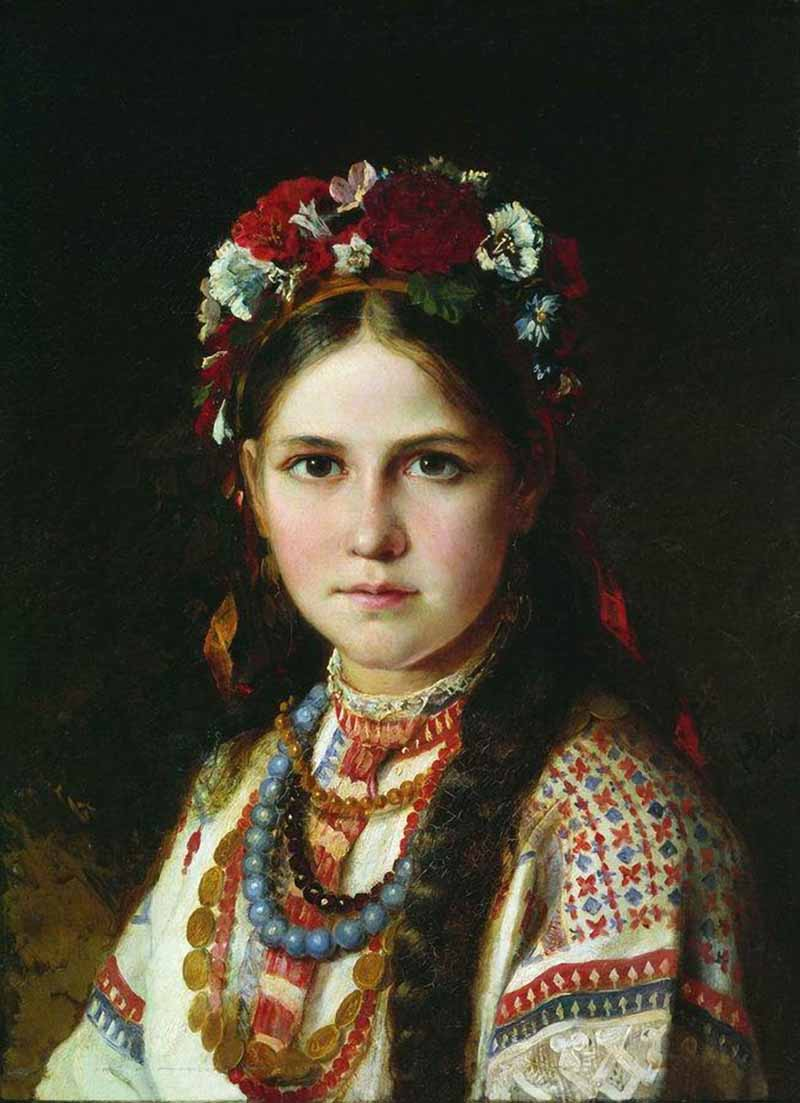
(فتاة ترتدي الإكليل الأوكراني)

الإكليل الأوكراني (بالأوكرانية: вінок, vinók) هو نوع من إكليل الزهور، في الثقافة الأوكرانية التقليدية ترتديه الفتيات والشابات غير المتزوجات. قد يكون الإكليل جزءًا من تقليد يعود تاريخه إلى العادات السلافية الشرقية القديمة التي سبقت تنصير روس. يبقى إكليل الزهور جزءًا من اللبس الوطني الأوكراني، ويتم ارتداؤه في المناسبات الاحتفالية والأيام المقدسة، ومنذ الثورة الأوكرانية عام 2014 -بشكل متزايد- في الحياة اليومية.

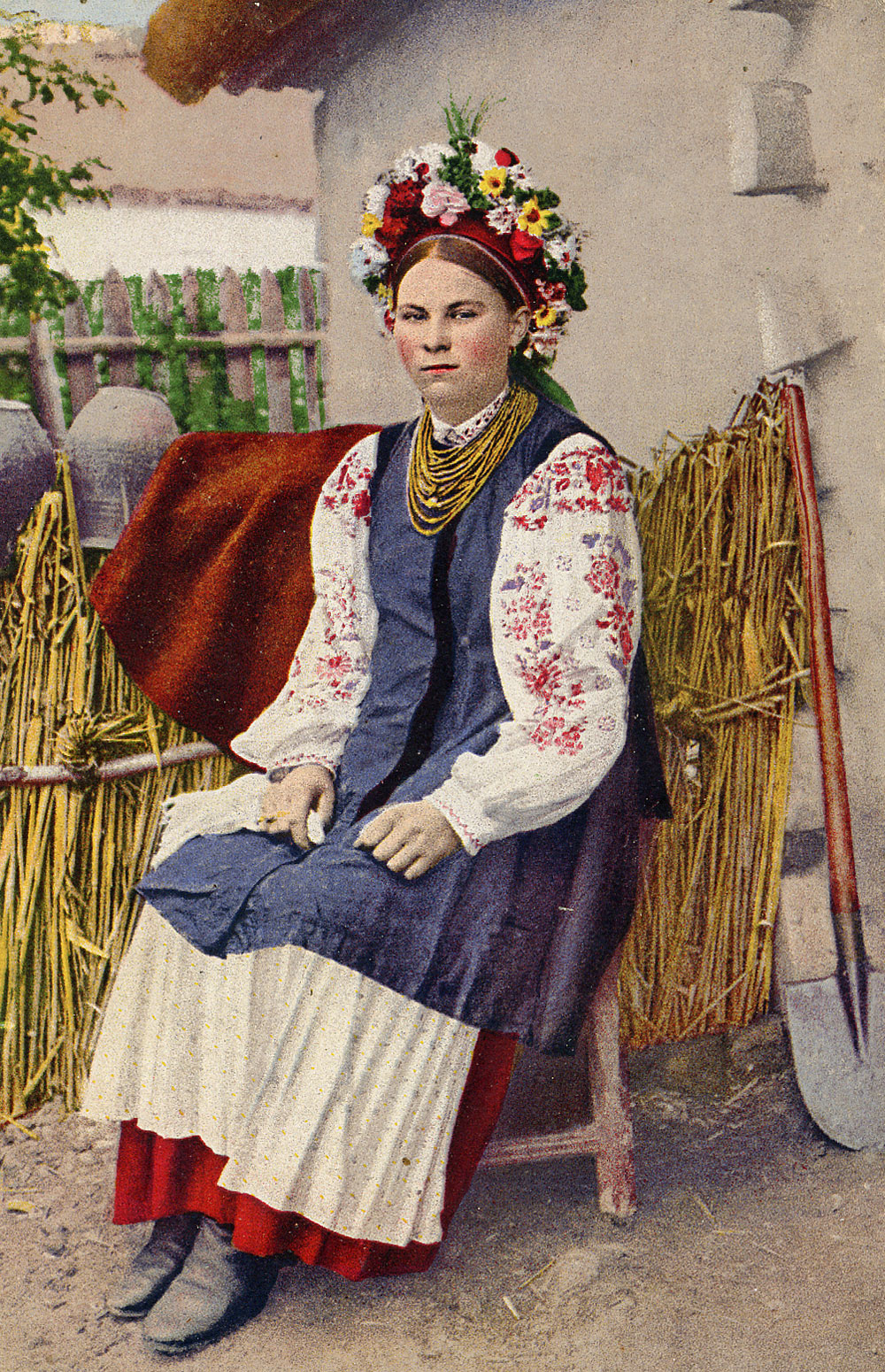
الإكليل الأوكراني

## التاريخ
في يوم إيفان كوبالا، وضعت شابات أكاليلهن في الماء مع شمعة مشتعلة، يتنبأن بمستقبلهن الرومانسي من خلال طريقة انجراف أكاليلهن في النهر أو البحيرة. من خلال اتجاه الإكليل، تستطيع أن تعرف الفتاة من ستتزوج. إذا بقي الإكليل في مكان واحد ولم يطفو في الماء، فلن تتزوج. إن لم يطفو، فهذا يعني أنها ستموت. إذا انطفأت الشمعة، فالحظ السيئ سيلحقها. سيغوص الشبان في الماء محاولين إرجاع إكليل الفتاة التي يحبونها. تقول إحدى أغاني كوبالا الطقسية، "من يمسك بالإكليل سيمسك بالفتاة، من يحصل على الإكليل سيصبح لي."يعود تاريخها إلى العصور ما قبل المسيحية عندما كان يُعتقد أن عصابة الرأس ستحمي الفتيات من الأرواح الشريرة. اندثرت قيمته الدينية والطقوسية،" واُستبدِلت لاحقًا بالرمزية الوطنية للبنوتة، حيث أن فقدان الإكليل في التقاليد والأغاني الشعبية تعني أن تنتقل العذراء لتكون امرأة.
في كتابه The Golden Bough، ادّعى عالم الأساطير جيمس جورج فريزر لأول مرة بأن يوم إيفان كوبالا (يوم يوحنا المعمدان)، -الذي اُحتفِل به في أوكرانيا بعد فترة وجيزة من الانقلاب الصيفي، وارتبط ارتباطًا وثيقًا بالإكليل في أوكرانيا- كان في الواقع طقوس خصوبة وثنية في الأصل.

## البناء والمظهر
مثل معظم الثياب الأوكرانية، كان للفينوك قيمة رمزية كبيرة ويُستخدم فيه زهور معينة فقط. كانت ترتديه الفتيات المؤهلات للزواج تقليديًا. اسم الإكليل هو فينوك ويرتبط هذا الاسم بالكلمة الأوكرانية لحفل الزفاف "vinchannya".
كانت الأزهار المستخدمة في صنع إكليل الزهور بشكل عام طازجة، أو يتم استخدام الورق أو الشمع، ويتم لفها على قطعة من الورق المقوى المغطى بالشريط.
تتنوع أكاليل الزهور في العديد من مناطق أوكرانيا؛ فكانت النساء الشابات في جميع أنحاء البلاد يرتدين أغطية رأس مختلفة بعضها من الخيوط والشرائط والعملات المعدنية والريش والأعشاب، لكن كل هذه كانت لها نفس المعنى الرمزي. في أجزاء من وسط وشرق أوكرانيا، تكثر الزهور في الجبهة الوسطى. عادةً ما يتم ربط شرائط مطرزة متعددة الألوان في الخلف.
خلال حفل الزفاف الأوكراني، تم استبدال الفينوك بـ ochipok، وهو غطاء ترتديه الفتاة لبقية حياتها.
يُرتدى الإكليل الآن من قبل الراقصين الأوكرانيين التقليديين.

## النيوباجانية
يعلق أتباع الحركة الحديثة للغة السلافية أهمية غامضة لهذا الإكليل، فهم ينسجون أكاليلهم من أوراق البلوط والزهور الميدانية للاحتفال الطقسي بالانقلاب الصيفي.

## معرض صور
|  |  |  |
|  |  |  |